# ジャン＝クリストフ・リュファン
ジャン＝クリストフ・リュファン（Jean-Christophe Rufin、1952年6月28日 - ）は、フランスの医師・歴史家・小説家・外交官である。

## 経歴
シェール県ブールジュ生まれ。1999年にアンテラリエ賞、2001年にゴンクール賞を受賞した。フランスの国立学術団体アカデミー・フランセーズの会員で（2008年6月19日選出）、国境なき医師団の創設者の一人（1991年から1992年まで副会長）。2007年から2010年6月までセネガルとガンビアのフランス大使を務めた。

## 受賞歴
- ゴンクール処女小説賞（1997年、『太陽王の使者』に対して）
- 地中海賞（フランス語版）、『太陽王の使者』に対して）
- アンテラリエ賞（1999年、Les Causes perdues に対して）
- 陸軍エルワン・ベルゴ文学賞（Prix littéraire de l'armée de terre - Erwan Bergot、Les Causes perdues に対して）
- ゴンクール賞（2001年、『ブラジルの赤』に対して）
- モーリス・ジェヌヴォワ賞（フランス語版）（2014年、Le Collier rouge に対して）

## 著書
- L'Abyssin (1997年)
  - 『太陽王の使者』野口雄司・吉田春美共訳、早川書房、1999年、ISBN 4-15-208213-5
- Sauver Ispahan (1998年)
- Les Causes perdues (1999年)
- Rouge Brésil (2001年)
  - 『ブラジルの赤』野口雄司訳、早川書房、2002年、ISBN 4-15-208464-2
- Globalia (2004年)
- La Salamandre (2005年)
- Le Parfum d'Adam (2007年)
- Un léopard sur le garrot (2008年) - 自伝
- Katiba (2010年)
- Sept histoires qui reviennent de loin (2011年) - 短編集
- Le Grand Cœur (2012年)
- Immortelle Randonnée : Compostelle malgré moi (2013年)
  - 『永遠なるカミーノ - フランス人作家による〈もう一つの〉サンティアゴ巡礼記』今野喜和人訳、春風社、2020年
- Le Collier rouge (2014年)
  - 『再会の夏』としてジャン・ベッケル監督により映画化（2018年、日本公開2019年）[2]
- Check-point (2015年)
- Le Tour du monde du roi Zibeline (2017年)
- Le Suspendu de Conakry (2018年)
- Les Sept Mariages d'Edgar et de Ludmilla (2019年)
- Les Trois femmes du consul (2019年)